# Union Mons-Hainaut
Union Mons-Hainaut is een Belgische basketbalclub uit Bergen (Mons) die uitkomt in de BNXT League. De club speelt haar thuiswedstrijden in de Mons.Arena die in de deelgemeente Jemappes gelegen is. Mons-Hainaut neemt deel aan jaarlijkse Europese competities, voornamelijk in de FIBA Europe Cup.

## Geschiedenis
In 1959 werd de vereniging opgericht onder de naam Quaregnon. Sinds de jaren 90 komt de club uit in de hoogste Belgische klasse.
De vereniging won de Belgische Basketbal Cup in 2006, en belandde in hetzelfde seizoen in de finale van de Eerste Klasse. In 2008 werd Dexia Mons-Hainaut tweede in de EuroChallenge. In 2011 werd voor de tweede keer de Belgische Basketbal Cup gewonnen.

### Namen
Mede door de veranderende hoofdsponsors, heeft de club in het verleden meerdere namen gekend.
- 1959–1998: Union Quaregnon
- 1998–2001: Telindus Union Mons-Hainaut
- 2001–2012: Dexia Mons-Hainaut
- 2012–2024: Belfius Mons-Hainaut
- 2024–heden: Union Mons-Hainaut

## Voormalige coaches
| Periode   | Coach                        |
| --------- | ---------------------------- |
| 1986-1991 | André Barbieux               |
| 1991-1993 | Michel Voituron              |
| 1993-1999 | Julien Marnegrave            |
| 1999-2004 | Yves Defraigne               |
| 2004-2005 | Jurgen Van Meerbeeck         |
| 2005-2007 | Niksa Bavcevic               |
| 2007-2009 | Christopher Finch            |
| 2009-2012 | Arik Shivek                  |
| 2012-2017 | Yves Defraigne               |
| 2017      | Frank De Meulemeester (a.i.) |
| 2017-2019 | Daniel Goethals              |
| 2019-2025 | Vedran Bosnic                |
| 2025-     | Frank De Meulemeester        |

## Seizoenen
- Union Mons-Hainaut in het seizoen 2019/20
- Union Mons-Hainaut in het seizoen 2020/21
- Union Mons-Hainaut in het seizoen 2021/22
- Union Mons-Hainaut in het seizoen 2022/23
- Union Mons-Hainaut in het seizoen 2023/24
- Union Mons-Hainaut in het seizoen 2024/25

## Erelijst
- Belgisch landskampioen:
  - Tweede: 2006, 2009, 2011, 2015, 2020, 2021

- Beker van België: 2006, 2011
  - Finalist: 2008

- EuroChallenge: 
  - Finalist: 2008

## Bekende (ex-)spelers
- Ronny Bayer (1999-2001)
- Manu Lecomte (2012-2013)

## Voetnoten
Aalst · Antwerpen · Bergen · Brussel · Charleroi · Den Bosch · Den Helder · Groningen · Hasselt · Kortrijk · Leeuwarden · Leiden · Leuven · Mechelen · Oostende · Rotterdam · Weert · Zwolle